# Ardisia chiriquiana
Ardisia chiriquiana é uma espécie de planta da família Myrsinaceae. É endêmica do Panamá.